# Heinz Stücke
Heinz Stücke (11 gennaio 1940) è un viaggiatore tedesco, ciclista di Hövelhof, Renania Settentrionale-Vestfalia. Nel 1995, ha compiuto un record mondiale per cicloturismo.

## Giro del mondo in bici
Nel novembre del 1962, il ventiduenne Stücke lasciò il suo lavoro nelle industrie e, salito sulla sua bicicletta abbandonò la sua città natale con l'intento di vedere il mondo. Non è mai più tornato a Hövelhof, dichiarando che il suo incredibile desiderio di viaggiare è stato in parte motivato dalla volontà di non ritornare nella fabbrica in cui lavorava e dalle persone "dalla mente molto chiusa" di Hövelhof.
All'inizio degli anni ottanta, dopo due decenni sulla strada, Stücke decise di provare a visitare tutto il mondo. Tra il 1962 e il 2010, ha pedalato per più di 609,000 chilometri e visitato 195 paesi e 78 regioni. Dal 1995 fino al 1999, il Guinness dei primati ha parlato di lui descrivendolo come l'uomo che ha viaggiato in bicicletta per più tempo nella storia.
Durante i suoi viaggi, ha incontrato molti rischi e sofferto numerosi infortuni:
- Nel Deserto di Atacama in Cile, è stato investito da un camion.
- Ad Haiti, è stato inseguito da una folla inferocita.
- In Egitto, ha perso i sensi, picchiato da dei soldati.
- In Camerun, è stato arrestato dai militari per "calunnia allo stato".
- Negli Stati Uniti d'America, è stato abbandonato da un autista che gli ha rubato tutto il materiale dopo avergli offerto un passaggio.[2]
- In Indonesia, 1974, ha sofferto di un serio attacco di dissenteria.
- In Zambia, 1980, i ribelli gli hanno sparato sul piede.
- In Mozambico, 1995, è stato attaccato dalle api mentre faceva il bagno in un fiume.
- In Inghilterra, 2006, la sua bicicletta – la stessa che ha pedalato da Hövelhof nel 1962 – è stata rubata dal campeggio in cui alloggiava a Portsmouth. (La bicicletta è stata ritrovata il giorno seguente in un parco locale.)[1]

Malgrado abbia guidato la stessa bicicletta nella maggior parte dei suoi viaggi, nel 2002 ha attraversato il Canada con un partner su una Hase Pino tandem bicicletta reclinata, costruita dalla Hase Spezialräder, che faceva anche da sponsor.
Dal 1962, Stücke ha scattato più di 100,000 fotografie. Ha finanziato le sue spedizioni tramite il suo catalogo di foto e licenze; donazioni; e vendita dei suoi reportage di viaggio, cartoline, e libretti che riportano le sue fotografie, suoi scritti ed immagini.